# Ипатово (Коми)
Ипатово (коми Ипать) — деревня в Сыктывдинском районе Республики Коми России. Входит в состав сельского поселения Слудка.

## География
Деревня находится в юго-западной части Республики Коми, в пределах Вычегодско-Мезенской равнины, на левом берегу реки Пожег, на расстоянии примерно 44 километров (по прямой) к северо-западу от села Выльгорт, административного центра района. Абсолютная высота — 92 метра над уровнем моря.
Климат
Климат характеризуется как умеренно континентальный, с продолжительной умеренно морозной многоснежной зимой и коротким прохладным летом. Среднегодовая температура воздуха составляет 0,4 °С. Средняя температура воздуха самого тёплого месяца (июля) составляет 16,7 °C; самого холодного (января) — −15,6 °C. Безморозный период длится в течение 187 дней. Среднегодовое количество атмосферных осадков составляет 560 мм.
Часовой пояс
Ипатово, как и вся Республика Коми, находится в часовой зоне МСК (московское время). Смещение применяемого времени относительно UTC составляет +3:00.

## Известные уроженцы
- Александр Михайлович Матвеев (1919—1981) — советский коми писатель и переводчик.

## Население
| 2010 |
| ---- |
| 49   |

Гендерный состав
По данным Всероссийской переписи населения 2010 года в гендерной структуре населения мужчины составляли 61,2 %, женщины — соответственно 38,8 %.
Национальный состав
Согласно результатам переписи 2002 года, в национальной структуре населения коми составляли 82 % из 76 чел.